# Provincia di Tshuapa
La provincia di Tshuapa, (francese: province de la Tshuapa) è una delle 26 province della Repubblica Democratica del Congo. Il suo capoluogo è la città di Boende.
La provincia si trova nel Congo centrale.
Nel precedente ordinamento amministrativo del Congo (in vigore fino al 2015) la provincia non esisteva in quanto faceva parte della più ampia Provincia dell'Equatore.

## Geografia antropica

### Suddivisioni amministrative
La provincia di Tshuapa è suddivisa nelle città di Boende (capoluogo), ed in 6 territori:
- territorio di Bokungu, capoluogo: Bokungu;
- territorio di Djolu, capoluogo: Djolu;
- territorio di Ikela, capoluogo: Ikela;
- territorio di Boende, capoluogo: Boende;
- territorio di Befale, capoluogo: Befale;
- territorio di Monkoto, capoluogo: Monkoto.